# Henry Greffulhe
Pour les articles homonymes, voir Greffulhe.
Le comte Henry Jules Charles Emmanuel Greffulhe, né le 25 décembre 1848 à Paris et mort dans la même ville le 31 mars 1932, est un aristocrate français qui fut un des modèles de Marcel Proust, pour le duc de Guermantes, dans À la recherche du temps perdu. 

## Biographie

### Enfance
Fils du comte Charles Greffulhe et de la comtesse, née Félicité de La Rochefoucauld d'Estissac, le comte Henry Greffulhe est issu par son père d'une famille protestante de financiers et de propriétaires fonciers, dont la fortune, colossale, remonte à la Révolution française et qui a su s'agréger à la haute société. Large d'épaules, avec une superbe barbe blonde, son allure majestueuse est démentie par des manières brusques et une certaine vulgarité d'expression et de caractère. Quoiqu'ayant échoué huit fois au baccalauréat, il démontra un certain flair dans ses achats de tableaux et livres rares. Toutefois, il détestait la lecture et fit un jour une scène à sa femme parce qu'il l'avait surprise en train de lire un ouvrage de Victor Hugo.

### Mariage
En 1878, il épouse Élisabeth de Riquet de Caraman-Chimay (1860-1952). Ils auront une fille, Élaine (1882-1958), qui épousera Armand de Gramont.
À Paris, les Greffulhe habitent un hôtel particulier au 8, rue d'Astorg, au milieu d'un vaste complexe d'hôtels et d'immeubles de rapport appartenant à la famille, que les Parisiens surnomment « le Vatican ». De septembre à janvier, ils passent le plus clair du temps dans leur château de Bois-Boudran, près de Melun (Seine-et-Marne), où le comte s'adonne à la chasse à courre et à la chasse à tir. La comtesse Greffulhe, connue pour sa grande beauté, tient un salon où se réunissent le gratin de la haute société, des peintres et des musiciens et le cousin de la comtesse, Robert de Montesquiou. Le comte n'appréciait pas ces réunions d'esthètes, qui avaient lieu le plus souvent en son absence, car il n'appréciait que quelques « cercleux ».
Henry Greffulhe se comporte en tyran domestique, exigeant que son épouse soit toujours rentrée avant minuit, la battant à plusieurs occasions et lui crachant une fois au visage en présence d'invités. Il ne tolérait pas que sa femme ou sa cousine Constance mariée à Henri de Breteuil et qui habitait avec eux soient en retard pour le déjeuner. Un jour qu'Élisabeth et sa sœur Ghislaine arrivèrent avec quelques minutes de retard, il fit une scène, que rapporte Jean Cocteau : « Il déjeunait à midi. Si les deux femmes rentraient en retard, il criait aux domestiques : « Ne servez rien à ces salopes ! Qu'elles crèvent ! » Elles devaient cuisiner des restes sur un réchaud, dans leur chambre. « Ma femme, me disait Greffulhe, c'est la Vénus de Mélo. » ».
Il avait une passion pour la chasse et avait étendu son immense domaine en Seine-et-Marne aux dépens des paysans qui avaient vécu aux alentours durant des siècles, en leur interdisant l'accès aux routes et chemins anciennement publics. Ses parties de chasse avec ses invités se terminaient souvent en carnage, abattant des milliers de cailles, perdrix et faisans.

### Ses maîtresses
Homme à femmes, il entretenait un véritable harem. Il trompe sa fiancée avant même de l'avoir épousée et il continue de plus belle après son mariage. Un de ses valets avait pour seule fonction de livrer chaque jour  un bouquet d'orchidées à ses douzaines de maîtresses disséminées dans tout Paris : mondaines, demi-mondaines, actrices, danseuses, servantes, artistes de cirque, institutrices... Il les rencontrait  au château de Bagatelle qu'il avait loué à cette fin et où il restait parfois des jours entiers. Ces femmes, en revanche, devaient signer au début de leur liaison un billet par lequel elles lui juraient un amour éternel. Après la mort de son mari, Élisabeth découvrira que plus de 300 femmes avaient signé un tel document. À la fin de sa vie, il sera largement dépouillé par sa maîtresse, la comtesse de La Béraudière, qui prétendra même, mais sans succès, mettre la main sur son héritage. 
Parmi celles-ci, il y en avait toujours une qui était « la principale ». Ce fut d'abord Pauline d'Harcourt, comtesse d'Haussonville, à qui succéda la baronne de Noirmont. En mai 1887, lors d'une course allant des Champs-Élysées à Auteuil, Henry installa cette dernière à la place d'honneur entre lui et sa femme, qui en fut profondément humiliée.

### Politique
À l'automne 1889, il se présente comme député pour le district de Melun avec un programme à la fois conservateur et libéral, indépendant à l'égard des royalistes et des républicains, ce qui incite opposants et caricaturistes à le décrire comme le candidat chauve-souris. Il remporte cette élection avec 60 % des voix. Son statut de député indépendant est cependant de courte durée, car deux mois plus tard, il rallie le parti républicain, suscitant de vifs reproches de la part de son épouse et l'opprobre des royalistes. Il essayait ainsi d'échapper au scandale car il était accusé d'avoir acheté des voix et empêché des citoyens de voter. La Chambre refuse de l'obliger à démissionner, mais sa réputation est en ruine. Il ne se représentera pas aux élections de 1893.

### Modèle de Proust
Henry Greffulhe a été le principal et quasiment unique modèle de Marcel Proust pour le personnage du duc de Guermantes. Selon Proust, on le surnommait « Jupiter tonnant ».
La haute société de l'époque prononce son nom « Greffeuille ». Caroline Weber indique aussi que Proust a appris dans les salons à prononcer les noms propres à la manière de la bonne société, qui prononçait « Broy » au lieu de « Broglie » ; « Bisac » au lieu de « Bisaccia » et « Greffoy » au lieu de « Greffulhe » . Une entorse à cette prononciation est commise avec la rime de deux vers de Robert de Montesquiou qui définissait ainsi sa cousine : « La comtesse Henry Greffulhe : deux regards noirs dans du tulle ».